# Брестовица при Повирју
Брестовица при Повирју (словен. Brestovica pri Povirju, итал. Brestovizza di Poverio) је насељено место у општини Сежана, Обално-крашка регија, Словенија.

## Историја
До територијалне реорганизације у Словенији била је у саставу старе општине Сежана.

## Становништво
У попису становништва из 2011. године, Брестовица при Повирју је имала 49 становника.
| Број становника према пописима | Број становника према пописима | Број становника према пописима |
| ------------------------------ | ------------------------------ | ------------------------------ |
| 1991                           | 2002                           | 2011                           |
| 42                             | 51                             | 49                             |

Напомена: Године 1952. настала спајањем насеља Долења Брестовица и Горења Брестовица, која су укинута. До 1953. године исказивано под именом Брестовица.